# Mazarine Pingeot
Mazarine Mitterrand Pingeot (Avignone, 18 dicembre 1974) è una scrittrice e storica della filosofia francese, docente associata di filosofia presso l'università Paris VIII: Vincennes.
È nata dalla relazione extraconiugale di François Mitterrand, all'epoca non ancora presidente della Repubblica Francese, con Anne Pingeot, conservatrice nei musei statali.

## Biografia

### Origini e formazione

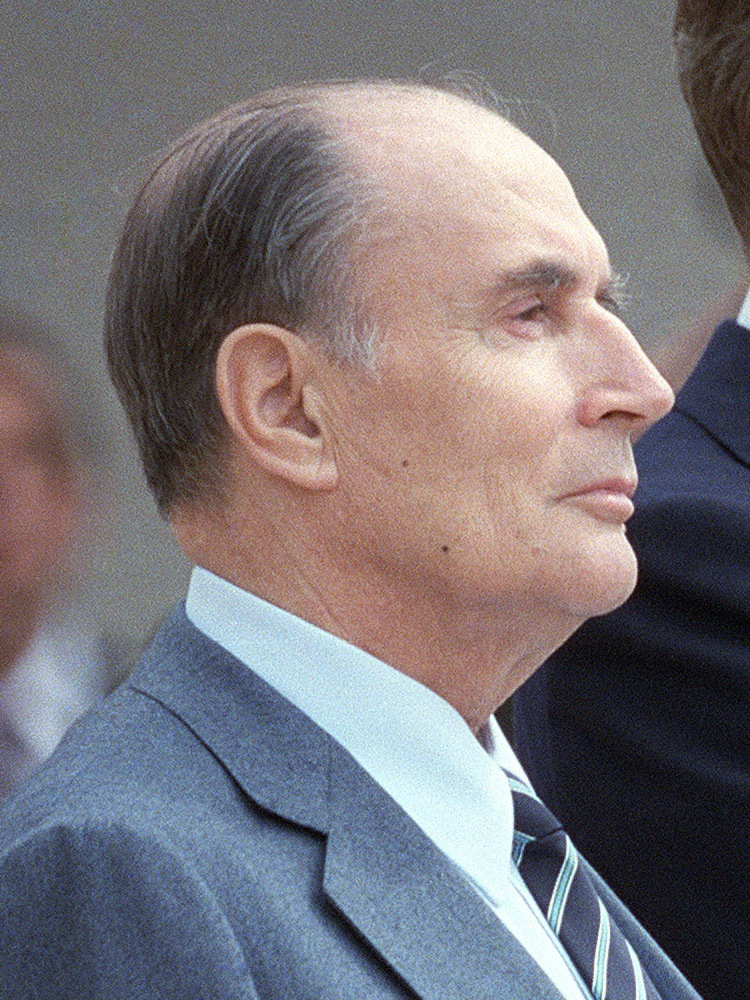
François Mitterrand nel 1984

Mazarine Mitterrand Pingeot è stata riconosciuta dopo dieci anni dalla nascita da François Mitterrand come sua figlia nel 1984, durante dunque il primo mandato presidenziale del leader socialista francese. Tuttavia passeranno altri dieci anni prima che la verità venga resa pubblica. Il suo nome di battesimo pare sia un omaggio alla celebre Biblioteca Mazzarino, frequentata spesso dal padre.
Diplomatasi presso il Lycée Henri-IV di Parigi, nel 1994 ha superato le prove di ammissione al corso ordinario dell'École Normale Supérieure di Fontenay, nella Classe di Lettere, scegliendo poi di laurearsi in Filosofia.

### Carriera
Nel 1998, subito dopo aver discusso la tesi, ha pubblicato la sua opera narrativa di esordio, Premier Roman, di cui sono state vendute oltre 60 000 copie in Francia grazie anche a una massiccia copertura mediatica: il libro è stato poi tradotto in diverse lingue. I romanzi che ha scritto successivamente sono invece stati meno fortunati in fatto di vendite. Dal 2003 Mazarine appare sui principali canali televisivi francesi, dove tiene varie rubriche di carattere culturale. Collabora anche con alcune testate giornalistiche.
In occasione del decimo anniversario della morte di suo padre ha curato la prefazione di un libro di Stéphane Trano a lui dedicato, Mitterrand, une affaire d'amitié.

## Vita privata
Durante gli studi universitari è stata per qualche tempo sentimentalmente legata al conduttore radiofonico franco-marocchino Ali Baddou. Dall'unione con Mohamed Ulad-Mohand, produttore cinematografico d'origine marocchina, da lei incontrato per la prima volta a Roma nel 2001, sono nati tre figli: Astor, Tara e Marie. Nel 2017 si è sposata con Didier Le Bret, uomo politico e diplomatico francese, alla presenza di François Hollande.

## Opere
- Premier roman, Julliard, 1998

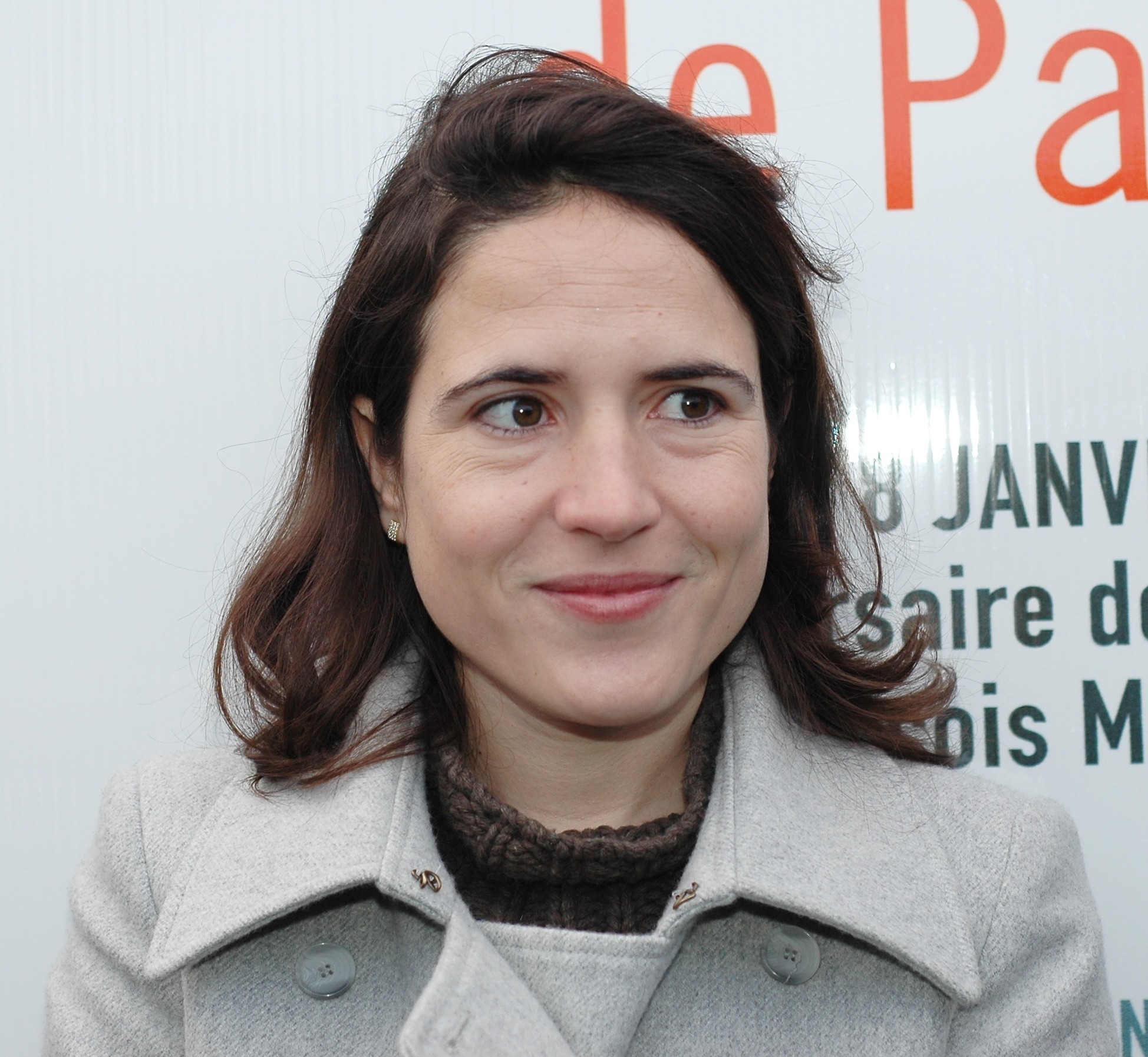
Mazarine Pingeot nel gennaio 2006

- Zeynn ou la reconquête, Julliard, 2000
- Ils m'ont dit qui j'étais, Julliard 2003
- Bouche cousue, Julliard, 2005
- Le Cimetière des poupées 2007
- Mara, Julliard, 2010
- Pour mémoire, Julliard, 2011
- Entretien avec Descartes, Plon, 2011
- Bon petit soldat, Julliard, 2012
- La part d’enfance, 2013
- Les invasions quotidiennes, 2014
- La Dictature de la transparence, 2016
- Théa, 2017
- Magda, 2018
- Se taire, 2019
- Et la peur continue, 2021